# Cooperativa del Libro Popolare
Cooperativa del libro popolare (Colip) è una casa editrice italiana fondata nel marzo del 1949 per iniziativa del Partito Comunista Italiano, con lo scopo di contrastare il clima che si era venuto a creare in Italia dopo l'esclusione dei comunisti dal governo e la vittoria democristiana alle elezioni dell'aprile 1948.
La collana principale fu l'Universale Economica, conosciuta con il nome "Universale del Canguro" a causa del suo simbolo: un canguro con ben in mostra il marsupio, una capiente tasca contenente tre libri di formato tascabile. Si trattava infatti di una collezione economica e popolare di formato tascabile, che si riprometteva, grazie al prezzo modicissimo (100 lire ogni volume), di diffondere la lettura ad ogni livello della scala sociale. Nell'arco di cinque anni la Colip pubblicò 200 volumi dell'Universale Economica, proponendo i grandi classici del pensiero laico e razionalista. Nel 1954, la crisi economica divenne inguaribile e la collana fu prelevata da Giangiacomo Feltrinelli su cui appoggiò la fondazione della casa editrice che porta il suo nome.